# L'Annonciation (Le Nain)
Pour les articles homonymes, voir Annonciation (homonymie).
L'Annonciation est un tableau du XVIIe siècle attribué au peintre français Mathieu Le Nain. Cette huile sur toile est une peinture chrétienne qui représente l'Annonciation. Elle figure Marie à genoux alors que Gabriel, sur un nuage, lui désigne le Ciel, d'où dix angelots regardent la scène. Découverte par hasard en 1988 dans la petite église de Colombier-en-Brionnais, en Saône-et-Loire, l'œuvre fait désormais partie des collections du musée Rolin, à Autun.